# Мітренґа (річка)
Мітренґа (пол. Mitręga) — річка в Польщі, у Заверцянському й Бензинському повітах Сілезького воєводства. Ліва притока Чорної Пшемши, (басейн Балтійського моря).

## Опис
Довжина річки 20,06 км, найкоротша відстань між витоком і гирлом — 15,97 км, коефіцієнт звивистості річки — 1,26; площа басейну водозбору 86,22 км². Формується декількома безіменними струмками та загатами.

## Розташування
Бере початок у селі Мітренґа ґміни Лази. Тече переважно на північний захід через Ляскову, місто Лази, Хрущоброд і у місті Севеж впадає в річку Чорну Пшемшу, праву притоку Пшемши.

## Цікавий факт
- У селі Вєсюлка річку перетинає багатоколійна залізниця. На лівому березі річки на відстані приблизно 954 м розташована залізнична станція Вєсюлка.